# Flutlicht
Flutlicht è il nome di un duo svizzero di musica trance attivo tra il 1999 e il 2004, formato dai DJ producer Daniel Heinzer (anche conosciuto come DJ Natron) e Marco Guardia (anche conosciuto come Reverb).
Divennero conosciuti per il loro brano "Icarus", pubblicato sull'etichetta Records nel 2001, che è stato incluso in oltre 150 compilation (oltre 3 milioni di CD) di tutto il mondo. Hanno prodotto mixaggi per The Thrillseekers, Cosmic Gate, Talla 2XLC, e G&M Project, per citarne alcuni.

## Storia del gruppo
Il progetto musicale Flutlicht era composto da due giovani produttori di Winterthur, Svizzera: Daniel Heinzer e Marco Guardia.
Daniel è stato il frontman del duo. Ha iniziato a fare il deejay da adolescente, venendo poi invitato a piccoli eventi o in piccoli club svizzeri. Il suo stile di produzione di musica trance gli ha fatto guadagnare una buona reputazione acquisendo notorietà nell'ambiente e, di conseguenza, è stato chiamato a festival di musica elettronica come Futurescope, Nautilus, Energy e Nature One in Germania. Si è, inoltre, esibito al Ministry of Sound a Londra, al Luminosity Beach Festival nei Paesi Bassi, in Scozia e in Australia.
Il successo della sua collaborazione con Marco Guardia è iniziato a partire dalla fuoriuscita del singolo "Icarus" nel 2001, sotto l'etichetta Records, con licenza per più di 150 compilation distribuite globalmente. Simile successo è stato replicato dal singolo "The Fall" nel 2003.
Daniel Heinzer è stato spesso ospite in numerose trasmissioni radiofoniche in Norvegia, Svezia, Germania, Australia, Sudafrica, Israele, Stati Uniti e Spagna.
Dall'uscita di "Icarus", i remix di Heinzer e Guardia sono stati molto ricercati. Altri produttori come Cosmic Gate, Talla 2XLC, The Thrillseekers e S.H.O.K.K. hanno acquisito una grande quantità di materiale dei Flutlicht.
Marco Guardia e Daniel Heinzer non fanno più parte dei Flutlicht dopo aver abbandonato il progetto nel 2004.

## Singoli
- Flutlicht – "The Fall", 2002
- Flutlicht – "Icarus", 2001
- Flutlicht – "Ahmea", 2000
- Flutlicht – "Mutterkorn", 2000
- Flutlicht – "Das Siegel", 1999

## Remix
- DuMonde – "God Music" (Flutlicht Remix), 2003
- DJ Tatana – "Moments" (Flutlicht Remix), 2003
- G&M Project – "Control Of Your Mind", 2003
- Dream – "Get Over" (Flutlicht Remix), 2002
- Ian Van Dahl – "Will I?" (Flutlicht Remix), 2002
- Cosmic Gate – "Raging" (Flutlicht Remix), 2002
- The Freak – "The Melody, The Sound" (Flutlicht Remix), 2002
- The Thrillseekers – "Dreaming Of You" (Flutlicht Remix), 2002
- Green Court Feat. Lina Rafn – "Silent Heart" (Flutlicht Remix), 2002
- Talla 2XLC – "Can You Feel The Silence" (Flutlicht Remix), 2002
- The Mystery – "Devotion" (Flutlicht Remix), 2002
- Marc Dawn – "Expander" (Flutlicht Remix), 2002
- Sumatra – "Reincarnation" (Flutlicht Remix), 2002
- S.H.O.K.K. – "Isn't It All A Little Strange" (Flutlicht Remix), 2001
- Alex Bartlett – "Amnesia" (Flutlicht vs. S.H.O.K.K. Remix), 2001
- DJ Air – "Alone With Me" (Flutlicht Remix), 2001
- Native – "Feel The Drums" (Flutlicht Remix), 2001
- Tony Walker – "Fields Of Joy" (Flutlicht Remix), 2000